# Бернар, Жан (священник)
Ранняя жизнь и образование
Жан Бернар, рожденный 15 марта 1907 года в небольшом люксембургском городке Эхтернах, с юных лет проявил глубокую религиозность. Он был воспитан в строгой, но любящей семье, что сформировало его характер и убеждения. После окончания средней школы, Жан выбрал путь священства, что подразумевало серьезную подготовку в люксембургской семинарии.
Вторая Мировая Война:
С началом Второй мировой войны, оккупация Люксембурга немецкими войсками сильно изменила жизнь Жана Бернара. 21 июня 1940 года Люксембург был оккупирован. Вскоре, после нескольких инцидентов с немецкими властями, связанных с его неформальными протестами против притеснений, Жан был арестован и доставлен в концлагерь Дахау.
Дахау и 1942 год:
Заключённый в концентрационном лагере Жан Бернар стал свидетелем бесчеловечных условий и ужасов, царивших в там. По свидетельствам его будущих мемуаров, в январе 1942 года Жан Бернар был неожиданно освобождён из лагеря. Вскоре после освобождения он встретился с местным руководителем СС Гебхардтом. Встреча была отмечена угрозами, но в ходе неё, Жан узнал, что его освобождение было не случайностью. Нацистское руководство хотело, чтобы он повлиял на епископа Филиппа и склонил его к выступлению в поддержку «новой политики» НСДАП в отношении религии. В течение следующих восьми дней Гебхардт, пытается убедить священника, что роль Иуды — это именно то, чего Бог хочет от него. В конце концов он решает вернуться в лагерь, срывая планы Гебхардта и гауляйтера Саймона.
Последующая жизнь:
В последующие годы жизни Жан Бернар вёл дневник, записывая свои размышления, наблюдения и переживания.